# Kenny Garrett

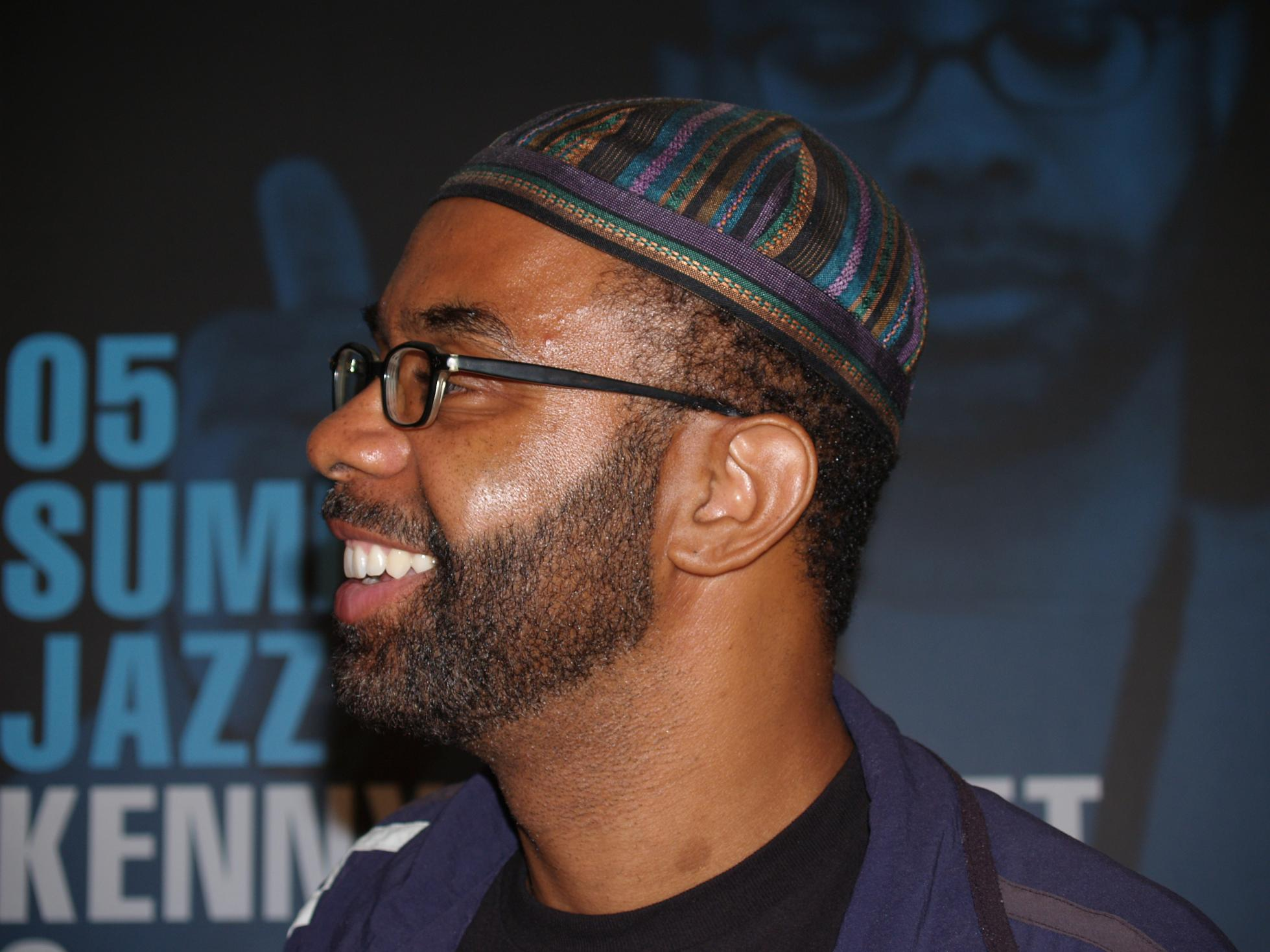
Kenny Garett (2005)

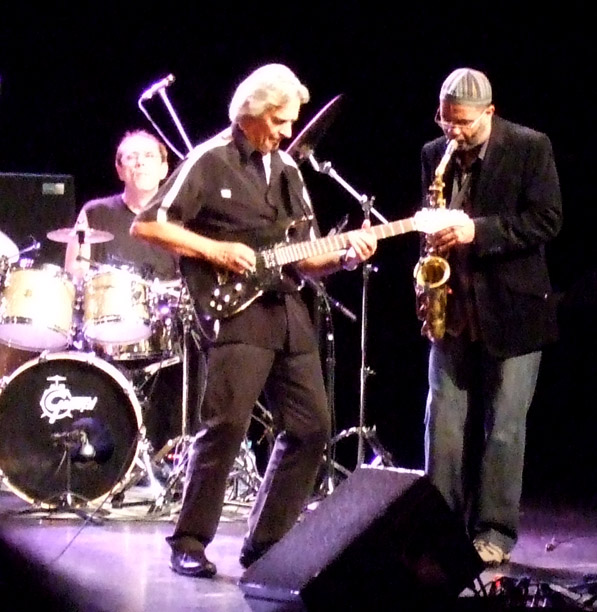
Garrett mit John McLaughlin und Vinnie Colaiuta (Five Peace Band, Wien 2008)

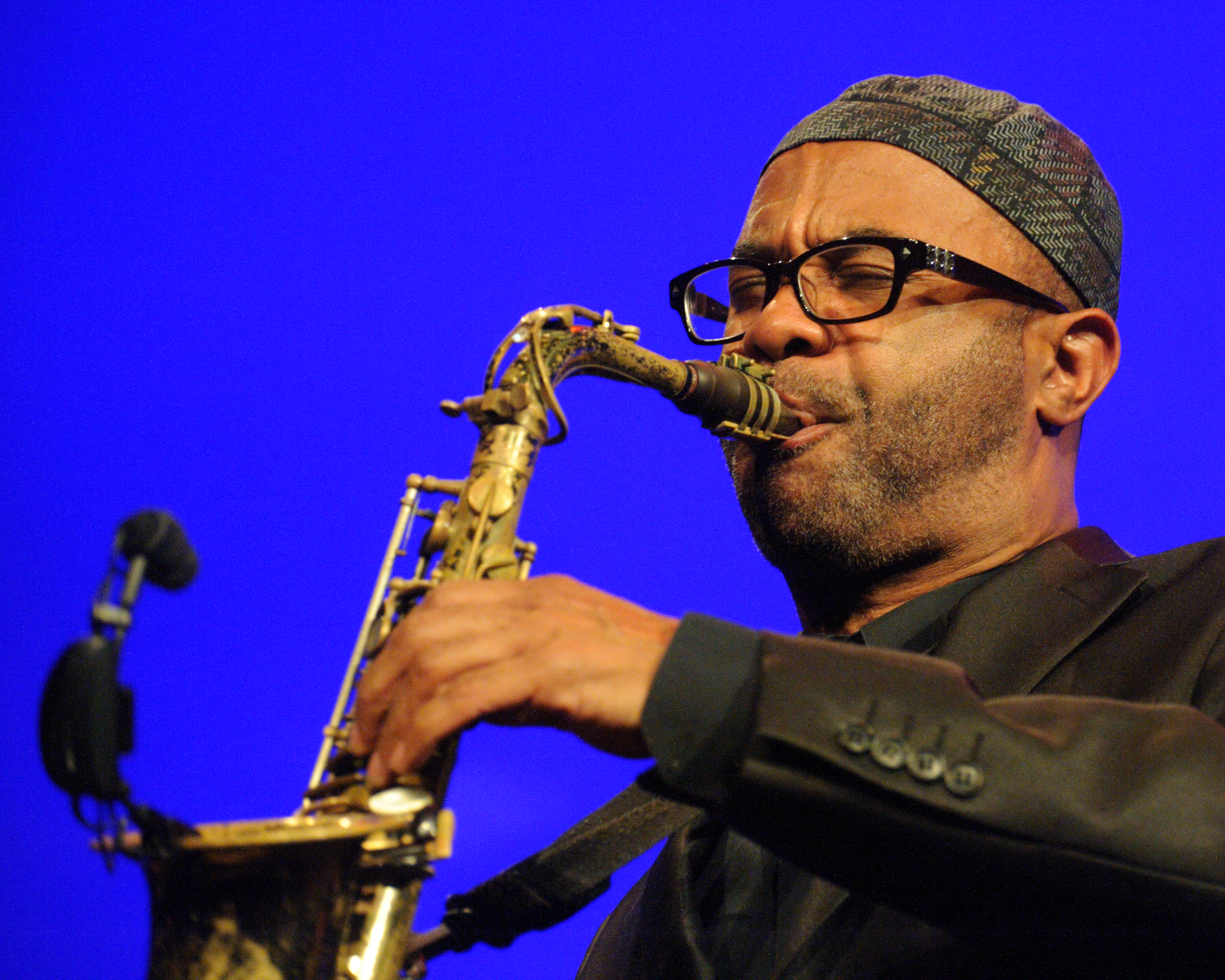
Kenny Garrett mit seinem Quintett im Stadttheater Rüsselsheim Hinterbühne am 29. Oktober 2013

Kenny Garrett (* 9. Oktober 1960 in Detroit) ist ein US-amerikanischer Jazz-Saxophonist.

## Leben und Wirken
Garrett wurde mit Jazzmusik groß – sein Vater spielte Tenorsaxophon – und erlernte schon als Kind das Saxophonspiel; sein Instrument ist das Altsaxophon. Während eines Gastspiels wurde er vom Duke Ellington Orchestra als Ersatz-Saxophonist engagiert, er war dann dreieinhalb Jahre Mitglied des Orchesters. 1982 ging er nach New York City. Dort spielte er in Bands unter Freddie Hubbard und Woody Shaw und mit Art Blakeys Jazz Messengers. International bekannt wurde er durch die 1989 und 1990 erschienenen Alben Amandla und Dingo, die er mit dem Trompeter Miles Davis eingespielt hatte. In der Folge erschien eine Reihe eigener Alben. Er arbeitete zusammen mit den Gitarristen Pat Metheny und John Scofield, mit den Pianisten Mulgrew Miller und Cornelius Claudio Kreusch sowie mit dem Bassisten Charnett Moffett, mit Rockmusikern wie Sting, Peter Gabriel und Bruce Springsteen und dem Rapper Guru.
Im Bereich des Jazz war er laut Tom Lord zwischen 1981 und 2016 an 202 Aufnahmesessions beteiligt.
1997, 2007 und 2012 wurde er für den Grammy nominiert. 1996 bis 1999, 2009, 2010, 2012, 2013 und 2014 gewann er den Leser-Poll von Down Beat in der Sparte Altsaxophon und 1997 den Leser-Poll für Pursuance als Jazz-Album des Jahres.
Kenny Garrett war Kurator beim Neuen Deutschen Jazzpreis am 13.–14. März 2015 in Mannheim.

## Diskografie

### Alben unter eigenem Namen
- Introducing Kenny Garrett (Criss Cross, 1984)
- Garrett 5 (Paddle Wheel/Bellaphon, 1984)
- Prisoner of Love (Atlantic, 1989)
- African Exchange Student (Atlantic, 1990)
- Black Hope (Warner, 1992)
- Triology (Warner, 1995)
- Pursuance: The Music of John Coltrane (Warner, 1996)
- Songbook (Warner, 1997)
- Simply Said (Warner, 1999)
- Happy People (Warner, 2002)
- Standard of Language (Warner, 2003)
- Beyond the Wall (Warner, 2006)
- Sketches of MD – Live at the Iridium (Mack Avenue, 2008)
- Pushing the World Away (Mack Avenue, 2013)
- Do Your Dance! (Mack Avenue, 2016)
- Sounds from the Ancestors (Mack Avenue, 2021)

### Als Begleitmusiker
- Roy Haynes: Birds of a Feather: A Tribute to Charlie Parker (Dreyfus, 2001)
- Cornelius Claudio Kreusch: Black Mud Sound (enja, 1994)